# Jörg Fauser
Jörg Fauser (Bad Schwalbach, 16 luglio 1944 – Monaco di Baviera, 17 luglio 1987) è stato uno scrittore, giornalista e traduttore tedesco.

## Biografia
I genitori, Arthur Fauser e Maria Razum, erano artisti: lui pittore, lei attrice. Jörg inizia a pubblicare per la Frankfurter Neue Presse già nel 1959; nel 1963 comincia a scrivere recensioni per il Frankfurter Hefte. Nel marzo 1965 si diploma presso il Lessing-Gymnasium a Francoforte, poi si iscrive all'Università Johann Wolfgang Goethe dove studia antropologia e letteratura inglese. All'inizio di ottobre 1966, quando interrompe gli studi per intraprendere il servizio civile, è già dipendente da droghe pesanti.
Tra il 1966 e il 1967 intraprende diversi viaggi a Istanbul, dove frequenta il quartiere dell'oppio di Tophane, esperienza della quale parlerà nei suoi primi romanzi. Nel 1968 ritorna in Germania dove, dagli anni settanta, ha contatti con gli squatter di Francoforte e con i movimenti per i diritti civili del '68 tedesco, dai quali, però, manterrà sempre una distanza critica che si riflette anche nella sua opera.
Fino al 1974 vive a Francoforte, Berlino e Gottinga e scrive per riviste letterarie alternative e reportage di viaggi per il quotidiano Basler Zeitung. Nel 1970 pubblica diversi volumi di poesie e inizia a lavorare come paroliere per il musicista rock Achim Reichel. Nel 1980 si sposta di nuovo a Berlino dove continua la sua attività di giornalista e pubblica tre romanzi che ottengono in Germania un buon successo. Nel 1985 sposa Gabriele Oßwald e si trasferisce con lei a Monaco di Baviera. Muore la notte dopo il suo 43º compleanno in circostanze non del tutto chiare, investito da un camion mentre percorreva a piedi un tratto dell'autostrada A94 nei pressi di Monaco.

## Critica e ricezione
Jörg Fauser è stato, nei suoi primi anni di produzione letteraria, affine agli autori della beat generation dai quali è stato profondamente influenzato. Nelle sue prime opere ha trasposto soprattutto le sue esperienze con le droghe e gli ambienti underground.
In seguito, negli anni ottanta, le sue influenze sono derivate principalmente da autori hard-boiled come Raymond Chandler e Dashiell Hammett e, nonostante vengano spesso etichettati come romanzi polizieschi, queste opere, ambientate principalmente in Germania Ovest, risentono del peso della tradizione del romanzo giallo ma senza riconoscersi nei canoni tipici del genere. È stato spesso accomunato a William S. Burroughs, che ha intervistato in un'occasione di cui racconterà nel romanzo Materia prima, e Charles Bukowski, che incontrò in simili circostanze e con il quale strinse in seguito una solida amicizia.
Durante il discorso per l'accettazione del premio Ingeborg Bachmann il 3 luglio 2013, Michael Köhlmeier ha attaccato la critica tedesca (in particolare alcuni ex-giudici del premio) che ha stroncato l'opera di Fauser basandosi non sul suo valore artistico ma sulla storia personale dell'autore. Oggi Jörg Fauser è considerato negli ambienti della letteratura underground il pioniere del genere in Germania.

## Premi
1988: Premio Friedrich Glauser del consorzio Criminale.

## Opere
- 1971: Aqualunge. Ein Report. Udo Breger, Göttingen
- 1972: Tophane. Maro, Gersthofen
  - Neuauflage 2011: Tophane. Illustrato da Robert Schalinski. Moloko print, Schönebeck
- 1973: Die Harry Gelb Story. Maro, Gersthofen
- 1978: Marlon Brando. Der versilberte Rebell. Monika Nüchtern, München
- 1979: Alles wird gut. Rogner & Bernhard, München
- 1979: Requiem für einen Goldfisch. Nachtmaschine, Basel
- 1979: Trotzki, Goethe und das Glück. Rogner & Bernhard, München
- 1981: Der Schneemann. Rogner & Bernhard, München (L'uomo della neve, traduzione di D. Idra, Marcos Y Marcos 2005)
- 1982: Mann und Maus. Rogner & Bernhard, München
- 1984: Blues für Blondinen. Ullstein, Frankfurt am Main/Berlin/Wien
- 1984: Rohstoff. Ullstein, Frankfurt am Main/Berlin/Wien (Materia prima, traduzione di Daria Biagi, L'orma editore, Roma 2017, ISBN 9788899793210)
- 1985: Das Schlangenmaul. Ullstein, Frankfurt am Main/Berlin/Wien
- 1992: Blues in Blond. Songs und Balladen. Gemeinsam mit Achim Reichel und Elfi Küster. Luchterhand Literaturverlag, Hamburg.

Dal 1990 al 1994 Rogner & Bernhard (Amburgo) pubblica l'opera omnia di Jörg Fauser in 8 volumi.
Dal 2004 al 2009 Alexander Verlag (Berlino) pubblica una nuova edizione dell'opera omnia in 9 volumi.

## Documentari
- 2006: Rohstoff – Der Schriftsteller Jörg Fauser. Regia di Christoph Rüter.